# Fares Karam
 (décembre 2011).
Si vous disposez d'ouvrages ou d'articles de référence ou si vous connaissez des sites web de qualité traitant du thème abordé ici, merci de compléter l'article en donnant les références utiles à sa vérifiabilité et en les liant à la section « Notes et références ».
Pour les articles homonymes, voir Karam.
Fares Karam (en arabe : فارس كرم), né en 1973 à Jezzine, au Liban, est un chanteur populaire de variétés et de dabkeh libanais,.

## Biographie
Né au sein d’une famille chrétienne de classe moyenne, il se fait remarquer en 1996 à la télévision libanaise grâce à l’émission Studio El Fan.
Il enregistre par la suite huit albums.
Il se produit également lors de prestigieux évènements comme pendant le Fifteenth Faces Concert en 2005 ou au Festival international de Carthage en 2009, sans oublier des tournées aux États-Unis, au Canada, en Australie et en Amérique du Sud.
Dans sa musique, il mélange le dabkeh avec des rythmes libanais revisités. Ses succès Shefta, El- Tanoura, Reitani ou encore Neswanji ont beaucoup contribué à populariser le dabkeh.

## Albums
- Ya Reit (1996)
- Shlon (1998)
- Janen (2002)
- Aktar Min Rohi (2003)
- Dakhelo (2004)
- Waedni (2005)
- Yo'borni (2007)
- El Hamdellah (2010)
- Fares karam 2013  (2013)
- 44:36  (2018)[4]